# Antiquarium di Pievefavera
L’Antiquarium di Pievefavera è un museo archeologico del comune di Caldarola.

## Descrizione
Fu realizzato a metà degli anni novanta all'interno del torrione sud-est del Castello, per soddisfare la duplice esigenza di esporre e di conservare in un luogo sicuro alcuni reperti già in parte precedentemente situati sul sagrato della chiesa.
La località, detta Faveris (Favera) o Villa Faveri, lascia ipotizzare la probabile continuazione di un toponimo di età romana.
Il 24 aprile 2008 è stata inaugurata la nuova sede dell'Antiquarium in locali prospicienti l'area museale della villa rustica scavata sulla riva del Lago di Caccamo.
Il museo raccoglie importanti reperti rinvenuti nell'area archeologica adiacente alla sede museale, materiali archeologici provenienti dai recuperi occasionali nonché reperti portati in luce dai ripetuti sondaggi condotti dalla Soprintendenza, che testimoniano la presenza umana databile dalla media età repubblicana fino all'età imperiale romana.
La maggior parte dei materiali è stata indagata da Arnaldo Mazzanti ed è ascrivibile all'età romana.

I reperti attualmente esposti sono stati catalogati, restaurati e sistemati in modo da garantire la migliore fruibilità per il pubblico. 

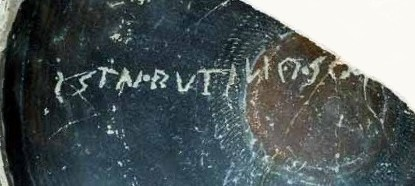
Graffito su frustolo di ciotola a vernice nera

Il criterio espositivo scelto per il nuovo allestimento consiste nella divisione dei reperti per classi di materiali secondo un ordine diacronico. Nella prima vetrina sono esposte ceramiche a vernice nera in una serie di ciotole di varie dimensioni, alcune delle quali con iscrizioni graffite all'interno o all'esterno del vaso; sei frammenti riportano il nome di un medesimo individuo Stn. Rutilio(s) Somios.
Le iscrizioni graffite in lingua latina si caratterizzano per una scrittura datata alla fine del III secolo a.C. e rappresentano i più antichi documenti di scrittura della regione documentando una precoce romanizzazione del territorio legata forse alla presenza di un luogo di culto.
Nelle successive vetrine trovano collocazione i reperti in terra sigillata italica, le lucerne, le ceramiche a pareti sottili e quelle di uso comune, i metalli, i vetri e la piccola collezione numismatica con due eccezionali esemplari di monete puniche.
L'ultima vetrina accoglie infine una selezione dei reperti provenienti dalla villa rustica portata in luce nel 2004. Si segnalano inoltre una tomba a cappuccina costruita con tegoloni di recupero sporadico, un frammento di una stele funeraria con decorazione a porta e un dolio. Nella torre sud est della cinta muraria del suggestivo borgo medievale di Pievefavera sono conservati elementi architettonici e di arredo di età altomedievale dal territorio.